# Никола Месарит
Никола Месарит је био византијски епископ, књижевник и хроничар.

## Дјела
Значај радова Николе Месарита се огледа у приказивању црквених и политичких околности у почетном период Латинског и Никејског царства. Посебну пажњу заслужује његов посмртни говор посвећен брату Јовану Месериту из 1207. године. 
Од значаја је и његова преписка са царском породицом, везана за избор патријарха Михаила Ауторијана, те за крунисање Теодора Ласкариса за цара 1208. године.
Његови радови пружају значајан увид у византијске преговоре са представницима римске цркве, одржаним 1206. и 1214/1215. године.